# WWE Day 1 (2022)
WWE Day 1 foi um evento ao vivo de luta profissional produzido pela WWE. Foi realizado para lutadores das divisões da marca Raw e SmackDown da promoção. O evento foi ao ar em pay-per-view (PPV) em todo o mundo e estava disponível para transmissão através da Peacock nos Estados Unidos e pela WWE Network para todo o mundo. Ocorreu em 1º de janeiro de 2022, na State Farm Arena, em Atlanta, Geórgia, e foi o primeiro evento da empresa a ocorrer no dia de Ano Novo. O título do evento alude à sua programação de Ano Novo e foi o primeiro PPV da WWE a ter o tema de Ano Novo desde a New Year's Revolution de 2007. Sua programação também causou o cancelamento do evento TLC: Tables, Ladders & Chairs, que normalmente era realizado no final de dezembro. O Day 1 também foi o primeiro evento da WWE a ser marcado como "Premium Live Event", um termo que a empresa introduziu para se referir aos seus eventos transmitidos em PPV e serviços de transmissão ao vivo.
Sete lutas foram disputadas no evento, incluindo uma no pré-show. No evento principal, Brock Lesnar derrotou Seth "Freakin" Rollins, Kevin Owens, Bobby Lashley e o atual campeão Big E em uma luta fatal five-way para ganhar o Campeonato da WWE do Raw ao fazer o pin em Big E. Lesnar estava originalmente programado para enfrentar Roman Reigns pelo Campeonato Universal do SmackDown, mas essa luta foi cancelada horas antes do evento devido a Reigns testar positivo para COVID-19. Em outras lutas de destaque, Becky Lynch derrotou Liv Morgan para manter o Campeonato Feminino do Raw, RK-Bro (Randy Orton e Riddle) derrotou The Street Profits (Angelo Dawkins e Montez Ford) para manter o Campeonato de Duplas do Raw, Edge derrotou The Miz, e na luta de abertura, The Usos (Jey Uso e Jimmy Uso) derrotaram The New Day (Kofi Kingston e King Woods) para reter o Campeonato de Duplas do SmackDown.

## Produção

### Introdução
Em 23 de julho de 2021, a promoção de luta livre profissional americana WWE anunciou que iria realizar um evento pay-per-view (PPV) no sábado, 1° de janeiro de 2022, na State Farm Arena em Atlanta, Geórgia, que contaria com lutadores das marcas Raw e SmackDown. A State Farm Arena é a casa dos Atlanta Hawks da National Basketball Association (NBA), e o anúncio foi feito pelo armador Trae Young, as estrelas dos Hawks. Devido ao evento que ocorreria no primeiro dia do ano, foi intitulado Day 1. Isso marca o primeiro evento PPV da WWE a acontecer no Dia de Ano Novo. Os ingressos foram colocados à venda em 27 de agosto de 2021. A empresa realizou anteriormente um evento PPV temático de ano novo chamado New Year's Revolution de 2005 a 2007, mas cada um de seus eventos foi realizado logo após o Dia de Ano Novo.
Um dos temas oficiais do evento é "Straightenin", do trio de hip hop Migos. Em 10 de dezembro de 2021, a WWE anunciou que o trio fará uma aparição especial no evento.
A programação do Day 1 fez com que a WWE cancelasse seu evento anual TLC: Tables, Ladders & Chairs para Raw e SmackDown, que estava agendado para 19 de dezembro de 2021. O jornalista de Wrestling Dave Meltzer relatou que o TLC foi cancelado para permitir que a WWE se concentrasse no Day 1 após o Survivor Series de novembro. Também teria havido apenas duas semanas entre o TLC e o Day 1, seguido pelo Royal Rumble no final de janeiro.

### Histórias
O evento incluiu lutas que resultam de enredos roteirizados, onde os lutadores retratam heróis, vilões ou personagens menos distintos em eventos roteirizados que criam tensão e culminam em uma partida de luta livre ou em uma série de lutas. Os resultados são predeterminados pelos escritores da WWE nas marcas Raw e SmackDown, enquanto as histórias são produzidas nos programas semanais de televisão da WWE, Monday Night Raw e Friday Night SmackDown.
No Raw de 25 de outubro, Seth Rollins venceu uma combate de escadas para se tornar o desafiante número um pelo Campeonato da WWE. No episódio de 29 de novembro, foi anunciado que Rollins receberia sua luta pelo título contra o campeão da WWE Big E no Day 1. Naquela mesma noite, no entanto, os oficiais da WWE Adam Pearce e Sonya Deville organizaram uma luta pelo título entre Big E e Kevin Owens, que também havia competido no combate de escadas, onde se Owens vencesse, ele seria adicionado à luta pelo título, para desgosto de Rollins, que estivera em desacordo com Owens nas últimas semanas. Na tentativa de sabotar a luta, Rollins interferiu, assim Owens venceu por desqualificação e foi adicionado à luta do campeonato, tornando-se a luta em um combate triplo. Na semana seguinte, depois que Big E derrotou Owens em uma luta em uma jaula de aço com Rollins nos comentários, Bobby Lashley apareceru e atacou os três ferozmente. No episódio seguinte, Lashley, que Big E havia derrotado pelo título em setembro, explicou suas ações e exigiu ser adicionado à partida do campeonato no Day 1; no entanto, Owens e Rollins fizeram uma exceção, enquanto Big E afirmou que não importava quem ele enfrentasse, já que ele ainda seria o campeão após o PPV. Pearce e Deville então apareceram e escalaram Lashley para enfrentar Owens, Rollins e Big E, respectivamente, onde se ele ganhasse cada partida, ele seria adicionado à partida do campeonato. Lashley teve sucesso e foi adicionado ao combate pelo Campeonato da WWE no Day 1, tornando-se um fatal four-way match.
No episódio do Raw de 29 de novembro, Edge fez seu retorno, que foi sua primeira aparição após o Draft de 2021 entraram em vigor em 22 de outubro. Edge, que foi draftado para o Raw, listou nomes com potencial oponentes que ele ainda não havia enfrentado. The Miz, junto com sua esposa Maryse, interrompeu, com Miz também fazendo seu retorno do após as filmagens da 30ª temporada de Dancing with the Stars. Miz se sentiu desrespeitado porque seu retorno não foi promovido como o de Edge e também porque ele não estava na lista de potenciais oponentes de Edge. Após uma troca verbal acalorada, Miz provocou uma luta contra Edge, no entanto, Miz rejeitou. Na semana seguinte, Edge foi um convidado do "Miz TV". Após outra troca verbal acalorada entre os dois, Miz desafiou Edge para uma luta no Day 1, e Edge aceitou.
No Raw de 8 de novembro, Liv Morgan venceu uma luta fatal five-way para ganhar uma luta pelo Campeonato Feminino do Raw contra Becky Lynch. A luta pelo título aconteceu no episódio de 6 de dezembro, onde Lynch manteve o título usando as cordas como alavanca durante a imobilização. Na semana seguinte, Lynch comemorou sua vitória e insultou Morgan. Irada, Morgan então saiu, criticou Lynch por trapacear para ganhar e exigiu uma revanche no Day 1. As duas então brigaram, onde Lynch atacou o braço de Morgan usando os degraus de aço. Lynch então aceitou o desafio de Morgan.

#### Combate cancelado
No Crown Jewel, Roman Reigns derrotou Brock Lesnar para reter o Campeonato Universal com a ajuda dos Usos (Jey Uso e Jimmy Uso). No SmackDown da noite seguinte, um Lesnar atacou Reigns, The Usos, outros lutadores do plantel e o pessoal de segurança devido a terem sido roubados do campeonato. O oficial da WWE Adam Pearce suspendeu Lesnar indefinidamente e Lesnar respondeu realizando dois F-5s em Pearce, que mais tarde multou Lesnar em $ 1 milhão. No episódio de 26 de novembro, Sami Zayn venceu uma batalha real para se tornar o desafiante número um pelo Campeonato Universal. Imediatamente após a partida, no entanto, foi anunciado que a suspensão de Lesnar foi retirada e ele retornaria na semana seguinte. Naquele episódio, Lesnar convenceu Zayn a enfrentar Reigns pelo título naquela noite. A oficial da WWE Sonya Deville tornou oficial e que o vencedor defenderia o Campeonato Universal contra Lesnar no Day 1. Antes da partida, no entanto, Lesnar atacou Zayn, o que permitiu a Reigns derrotar Zayn rapidamente e manter o título, agendando oficialmente Reigns para defender o campeonato contra Lesnar no Day 1. No episódio de 17 de dezembro, como Reigns acreditava que Paul Heyman era o responsável pelo retorno de Lesnar devido ao fato de Heyman ter sido o advogado de Lesnar, Reigns despediu Heyman como seu conselheiro especial, e Lesnar salvou Heyman de Reigns e os Usos. No dia do evento, no entanto, a luta foi cancelada devido ao teste positivo de Reigns para COVID-19, com Lesnar sendo adicionado ao combate pelo Campeonato da WWE do Raw devido ao seu status como um agente livre.

## Evento
| Função:                   | Nome:                    |
| ------------------------- | ------------------------ |
| Comentaristas em inglês   | Michael Cole (SmackDown) |
| Comentaristas em inglês   | Pat McAfee (SmackDown)   |
| Comentaristas em inglês   | Jimmy Smith (Raw)        |
| Comentaristas em inglês   | Corey Graves (Raw)       |
| Comentaristas em inglês   | Byron Saxton (Raw)       |
| Comentaristas em espanhol | Carlos Cabrera           |
| Comentaristas em espanhol | Marcelo Rodríguez        |
| Anunciadores de ringue    | Mike Rome                |
| Árbitros                  | Danilo Anfibio           |
| Árbitros                  | Jason Ayers              |
| Árbitros                  | Jessika Carr             |
| Árbitros                  | Daphne Lashaunn          |
| Árbitros                  | Eddie Orengo             |
| Árbitros                  | Chad Patton              |
| Árbitros                  | Charles Robinson         |
| Entrevistadores           | Sarah Schreiber          |
| Entrevistadores           | Megan Morant             |
| Painel pré-show           | Kayla Braxton            |
| Painel pré-show           | Kevin Patrick            |
| Painel pré-show           | John "Bradshaw" Layfield |
| Painel pré-show           | Peter Rosenberg          |
| Painel pré-show           | Booker T                 |
| Painel pré-show           | Sonya Deville            |

### Pré-show
No pré-show do Day 1 Kickoff, Sheamus e Ridge Holland enfrentaram Cesaro e Ricochet. Durante o combate, Holland quebrou o nariz após um giro mal executado de Ricochet. A equipe médica chegou e levou Holland nos bastidores. No final, Sheamus executou um Brogue Kick em Cesaro para vencer a luta.

### Combates preliminares
O pay-per-view começou com The Usos (Jey Uso e Jimmy Uso) defendendo o Campeonato de Duplas do SmackDown contra The New Day (King Woods e Kofi Kingston). Durante a luta, Jey executou um Uso Splash em Kingston por quase uma queda. Kingstin executou o SOS em Jey por uma queda. Os Usos então executaram um Double Uso Splash em Kingston, no entanto, Woods interrompeu a tentativa de pin. Jimmy pegou Woods com um Superkick. No final, The Usos realizou o 1D em Kingston para manter o título.
Em seguida, Drew McIntyre enfrentou Madcap Moss (acompanhado de Happy Corbin). No final, McIntyre executou o Claymore Kick em Moss para vencer a luta.
Depois disso, RK-Bro (Randy Orton e Riddle) defenderam o Campeonato de Duplas do Raw contra The Street Profits (Angelo Dawkins e Montez Ford). Nos momentos finais, Riddle jogou Ford no ar e Orton realizou um RKO em Ford para manter o título. Convidados especiais Migos estavam no ringue para a partida e comemoraram com RK-Bro após a luta.
Nos bastidores, enquanto Drew McIntyre estava sendo entrevistado, Happy Corbin e Madcap Moss atacaram McIntyre por trás com uma cadeira de aço. Moss colocou a cadeira em volta do pescoço de McIntyre e Corbin atingiu a cadeira usando uma trança de metal, ferindo o pescoço de McIntyre.
Na quarta luta, Edge enfrentou The Miz (acompanhado por Maryse). Durante a luta, Miz aplicou o Figure Four Leglock apenas para Edge tocar a corda do ringue para anular a submissão. Quando Edge aplicou um Crossface em Miz, Maryse colocou o pé de Miz na corda inferior para anular a submissão. Quando Edge tentou um Spear, Miz evitou Edge e executou o Skull Crushing Finale e, Edge. Nos momentos finais, enquanto Maryse estava distraindo o árbitro, a Hall da Fama e a esposa de Edge, Beth Phoenix, apareceu e perseguiu Maryse nos bastidores. Edge executou uma Spear em Miz para vencer o combate.
Na penúltima luta, Becky Lynch defendeu o Campeonato Feminino do Raw contra Liv Morgan. No início da luta, Morgan aplicou o Dis-Arm-Her em Lynch, que tocou as cordas do ringue para anular a finalização. Morgan executou um Sunset Flip Powerbomb em Lynch. Ao lado do ringue, Morgan prendeu o braço de Lynch nos degraus de aço e chutou os degraus, como Lynch havia feito com ela algumas semanas antes. No final, quando Morgan tentou o Oblivion, Lynch reverteu e executou o Manhandle Slam em Morgan para manter o título.

### Evento principal
No evento principal, Big E defendeu o Campeonato da WWE em uma luta fatal five-way contra Seth "Freakin" Rollins, Bobby Lashley, Kevin Owens e Brock Lesnar. Durante a luta, Lesnar realizou vários German Suplexes nos outros lutadores, exceto Lashley. Big E executou um Clothesline em Lesnar tirando-o do ringue. Lashley então executou uma Spear em Lesnar através da barricada perto da área dos cronometristas. Rollins realizou um Suicide Dive em Lesnar, seguido por Rollins e Owens realizando Frog Splashes em Lesnar, tirando Lesnar temporariamente. Big E executou um Powerbomb em Lashley através da mesa de locutores. No ringue, Owens executou o Pop-up Powerbomb no Big E para quase cair. Lesnar voltou ao ringue e executou F-5 em Rollins, Owens e Big E. Lashley, em seguida, executou um Spear em Lesnar por uma queda. Quando Lashley aplicou o Hurt Lock em Lesnar, Big E interrompeu. Big E tentou um Big Ending em Lesnar, mas Lesnar inverteu para um F-5 e derrotou Big E para ganhar o Campeonato da WWE pela sexta vez.

## Após o evento

### Raw
No episódio seguinte do Raw, o novo Campeão da WWE Brock Lesnar se reuniu com Paul Heyman, que anunciou que o primeiro desafiante de Lesnar pelo título seria determinado pelo combate fatal four-way entre Bobby Lashley, Kevin Owens, Seth "Freakin". Rollins e Big E. Lashley venceu a luta para enfrentar Lesnar pelo Campeonato da WWE no Royal Rumble.
Também no Raw, The Miz e Maryse repreenderam Edge e Beth Phoenix, depois que Phoenix distraiu Miz no Day 1. Edge e Phoenix então desafiaram Miz e Maryse para uma luta de duplas mistas no Royal Rumble. Miz aceitou, apesar do descontentamento de Maryse.
Liv Morgan interrompeu a Campeã Feminina do Raw Becky Lynch querendo outra revanche pelo título. Bianca Belair interrompeu, também exigindo na luta pelo título. Doudrop confrontou os oficiais da WWE Adam Pearce e Sonya Deville por uma oportunidade pelo título. Deville e Pearce agendaram Morgan, Belair e Doudrop para se enfrentarem em um combate triplo na semana seguinte para determinar o desafiante de Lynch pelo título no Royal Rumble, que foi vencido por Doudrop.

### SmackDown
O Campeão Universal Roman Reigns abriu o episódio seguinte do SmackDown apenas para seu oponente do Day 1 originalmente programado e o novo Campeão da WWE, Brock Lesnar, junto com Paul Heyman, para interrompê-lo. Lesnar desafiou Reigns para uma luta campeão contra campeão, no entanto, Reigns recusou e então respondeu com um Superman Punch em Lesnar. Reigns e a traição de Heyman custaram a Lesnar o Campeonato da WWE no Royal Rumble. Lesnar então venceu a luta Royal Rumble e escolheu desafiar Reigns pelo Campeonato Universal na WrestleMania 38. Lesnar também venceu a luta Elimination Chamber pelo Campeonato da WWE no Elimination Chamber para recuperar o título, convertendo assim sua luta pelo Campeonato Universal contra Reigns na WrestleMania em uma luta Winner Takes All para unificar os campeonatos.
Também no episódio seguinte do SmackDown, The Usos defendeu o Campeonato de Duplas do SmackDown contra The New Day (Kofi Kingston e King Woods) em uma luta de rua; esta também foi a última oportunidade do The New Day pelo título. Os Usos derrotaram New Day para manter o título.
Foi relatado que Drew McIntyre precisaria de uma cirurgia no pescoço, no entanto, ele fez um retorno surpresa no Royal Rumble durante a luta Royal Rumble e eliminou Happy Corbin e Madcap Moss. Devido a eles quase terminarem sua carreira, McIntyre declarou que continuaria mirando em Corbin e Moss, e uma revanche com Moss foi marcada para Elimination Chamber.

### Futuro
Em julho de 2022, foi anunciado que o Day 1 retornaria à State Farm Arena em 1º de janeiro de 2023, estabelecendo assim o Day 1 como um evento anual de Ano Novo.

## Resultados
| Nº                                          | Resultados                                                                                     | Estipulações                                          | Tempo |
| ------------------------------------------- | ---------------------------------------------------------------------------------------------- | ----------------------------------------------------- | ----- |
| Pré- show                                   | Sheamus e Ridge Holland derrotaram Cesaro e Ricochet                                           | Luta de duplas                                        | 9:45  |
| 1                                           | The Usos (Jey Uso e Jimmy Uso) (c) derrotaram The New Day (Kofi Kingston e King Woods)         | Luta de duplas pelo Campeonato de Duplas do SmackDown | 17:05 |
| 2                                           | Drew McIntyre derrotou Madcap Moss (com Happy Corbin)                                          | Luta individual                                       | 9:45  |
| 3                                           | RK-Bro (Randy Orton e Riddle) (c) derrotaram The Street Profits (Angelo Dawkins e Montez Ford) | Luta de duplas pelo Campeonato de Duplas do Raw       | 11:15 |
| 4                                           | Edge derrotou The Miz (com Maryse)                                                             | Luta individual                                       | 20:00 |
| 5                                           | Becky Lynch (c) derrotou Liv Morgan                                                            | Luta individual pelo Campeonato Feminino do Raw       | 17:00 |
| 6                                           | Brock Lesnar derrotou Big E (c), Seth "Freakin" Rollins, Kevin Owens e Bobby Lashley (com MVP) | Luta Fatal 5-way pelo Campeonato da WWE               | 8:25  |
| (c) – Refere-se aos campeões antes da luta. |                                                                                                |                                                       |       |